# Serpentine-Jarrahdale Shire
Serpentine-Jarrahdale Shire är en kommun i Western Australia, Australien. Kommunen, som är belägen i den yttre sydöstra delen av Perths storstadsområde, i regionen Peel, har en yta på 905 kvadratkilometer, och en folkmängd, enligt 2011 års folkräkning, på 17 746. Huvudort är Mundijong.
Andra orter i kommunen är Serpentine och Jarrahdale. Inom kommunen ligger också en rad förorter till Perth såsom Byford, Cardup, Darling Downs, Karrakup och Oakford.